# 騎射

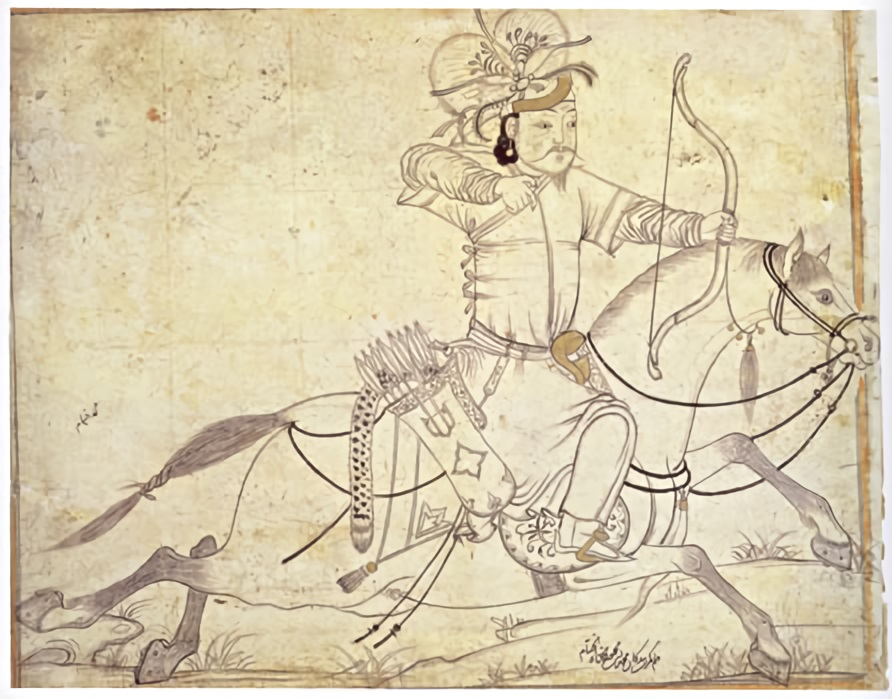
伊兒汗國的弓騎兵
15世紀帖木儿帝国時代

騎射，古稱弓馬，是古代大陸民族在狩獵時具備的技術，為騎術和射箭的結合，能夠騎在馬上並引弓射矢，常是遊牧民族得意的專長。

## 歷史

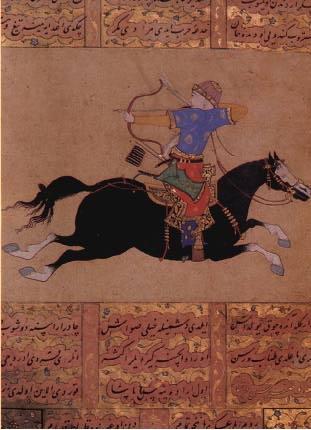
奥斯曼帝国士兵的騎射
『安息回馬箭』

## 日本的騎射

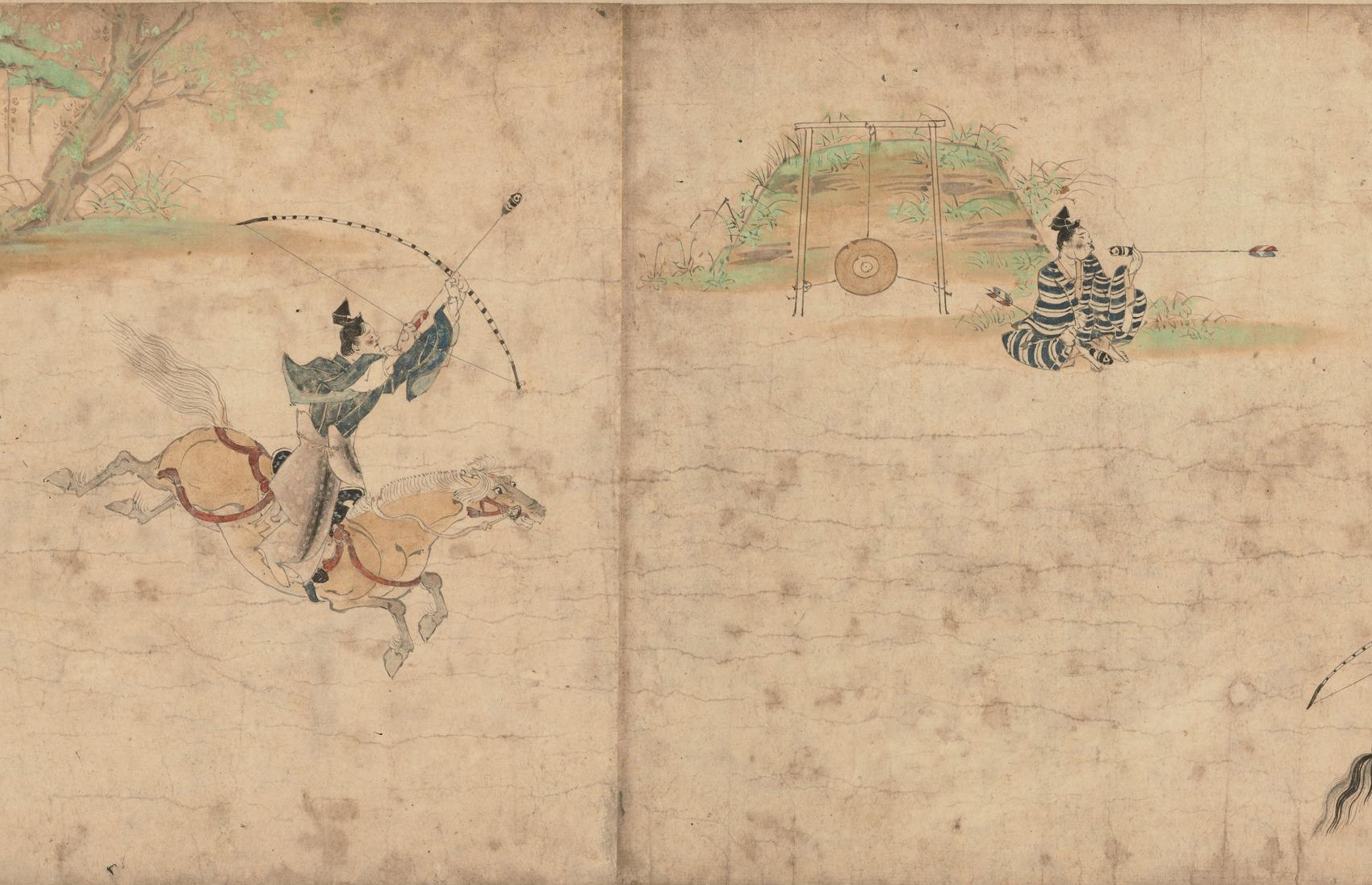
日本の笠懸の様子
『男衾三郎絵詞』より